# Sångtajm med Trazan och Banarne
Sångtajm är den första skivan med Trazan och Banarne. Skivan lanserades på LP och kassettband 1977 och återutgavs på CD 1994.

## Låtlista
1. Balla Trazan Apansson / Vegetarianvisan
2. Bi bi viti limm
3. Banansången
4. Kung Louis (Apans sång)
5. Fantomens brallor
6. Om jag får bli din Tarzan
7. Skojtsnack / Ja Da
8. Han satte foten i en potta / I skoaffären
9. Apu Apu
10. Är bananerna fina
11. Balla Trazan Apansson / Min mask
12. Rak banana
13. Vi har Tarzan på middag
14. Joddelskolan a: Hönslåten b: Soliga berg och roliga klockor
15. Sockerbagarejazz
16. Itma Hohah
17. Är bananerna fina
18. Alp-joddel / Balla Trazan Apansson

## Listplaceringar
| Lista (1977-1978) | Topplacering |
| ----------------- | ------------ |
| Sverige           | 13           |